# Maria Miloslavskaïa
Pour les articles homonymes, voir Miloslavski.

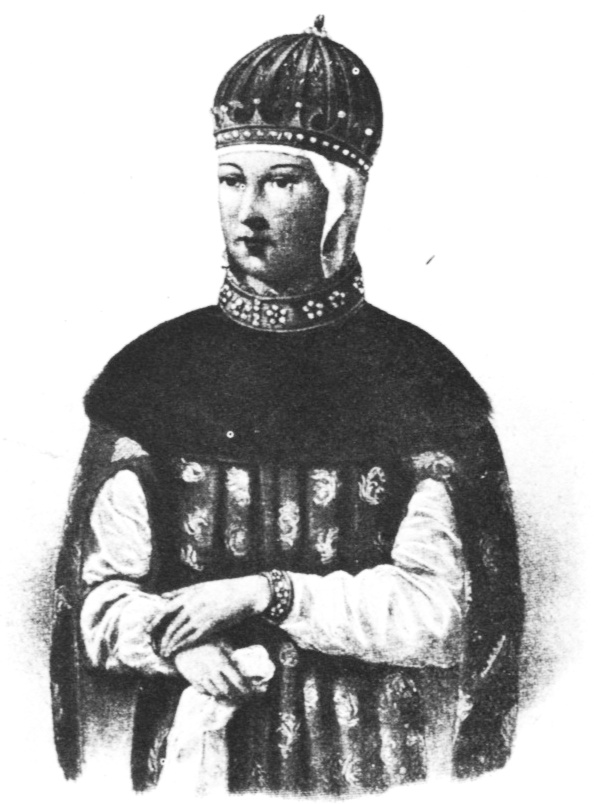
Maria Miloslavskaïa

Maria Ilyinitchna Miloslavskaïa (russe : Мария Ильинична Милославская), née le 11 avril 1624 à Moscou et morte le 13 mars 1669 dans la même ville, est tsarine consort de Russie de 1648 à 1669 comme première épouse du tsar Alexis Ier. Elle est la mère des tsars Fédor III et Ivan V, ainsi que de la régente Sophie Alexeïevna.

## Biographie
Maria Ilyinitchna est la plus jeune des filles du noble Ilya Miloslavski. En 1648, Alexis Ier ayant atteint l'âge de se marier doit choisir son épouse parmi des centaines de jeunes filles nobles. Celles-ci sont sélectionnées par le tuteur du tsar, Boris Morozov, qui arrange le mariage du tsar avec Maria, prenant lui-même pour femme sa sœur Anna. Une autre sœur de la nouvelle tsarine, Irina, épouse le prince Dmitri Dolgoroukov.
Ce mariage augmente considérablement l'influence de Morozov et surtout d'Ilya Miloslavsky, qui est fait boyard et devient l'un des plus puissants des nobles de la cour jusqu'à sa mort survenue en 1668.

## Descendance
Maria donne naissance à treize enfants, mais seulement deux de ses fils, Fédor et Ivan et six filles atteignent l'âge adulte parmi lesquelles la troisième Sophia Alexeievna devient régente de Russie durant la minorité de son demi-frère Pierre Ier.
Les sœurs de Maria meurent sans enfants. Une cousine lointaine, Solomonida Mikhaïlovna Miloslavskaïa, épouse Andreï Vassilievitch Tolstoï. Au début du XXe siècle, l'aîné de ses descendants fut autorisé par Nicolas II à rajouter à son patronyme de Tolstoï le nom de la famille Miloslavski depuis longtemps éteinte. C'est ainsi que sa postérité est désormais connue sous le nom de Tolstoï-Miloslavski.

## Source
- (en) Cet article est partiellement ou en totalité issu de l’article de Wikipédia en anglais intitulé « Maria Miloslavskaya » (voir la liste des auteurs).